# Altin Rraklli
Altin Rraklli (* 17. Juli 1970 in Kavaja) ist ein albanischer Fußballtrainer und ehemaliger -spieler.

## Karriere
Rraklli begann seine Karriere 1987 bei Besa Kavaja. 1992 wechselte Rraklli zum SC Freiburg in die zweite Bundesliga. Mit 16 Treffern war er gleich in seiner ersten Saison sehr erfolgreich und hatte damit Anteil am erstmaligen Aufstieg der Freiburger in die Fußball-Bundesliga. Rraklli wurde schnell zum Publikumsliebling der Breisgauer, auch wenn er manchmal durch Schimpfkanonaden gegen Schiedsrichter auf sich aufmerksam machte. Er war der erste Albaner, der ein Tor in der 1. Bundesliga schoss, das war im August 1993. Allerdings konnte Rraklli, nicht zuletzt aufgrund seiner Herzmuskelentzündung im Herbst 93, seinen Stammplatz bei den Breisgauern nicht lange halten. Nachdem er im ersten Jahr (93/94) noch 21-mal zum Einsatz gekommen war (sechs Tore), wurde er in der darauffolgenden Saison (1994/95) nur noch 17-mal eingesetzt, ohne dabei ein Tor zu erzielen.
In der Winterpause der Saison 1995/96 wechselte er zum damaligen Zweitligisten Hertha BSC. Bei den Berlinern kam er in anderthalb Saisons 28-mal zum Einsatz und erzielte dabei fünf Tore. 1997 wechselte er weiter zur SpVgg Unterhaching. Insgesamt fünf Jahre lang spielte Rraklli dort und war einer der Leistungsträger beim Gastspiel in der Bundesliga von 1999 bis 2001. Nach dem Abstieg 2001 blieb er noch ein Jahr bei Unterhaching, ehe er zu Diyarbakırspor in die Türkei wechselte. Im August 2003 kehrte er erneut nach Deutschland zurück, diesmal zum SSV Jahn Regensburg. In seinen 21 Einsätzen bei Regensburg machte er allerdings lediglich zwei Tore und konnte den Abstieg aus der zweiten Liga nicht verhindern. 
Rraklli wechselte deshalb zum albanischen Verein SK Tirana, mit dem er 2005 erstmals in seiner Karriere Meister wurde und mit 19 Treffern zu den torgefährlichsten Spielern zählte. Im Juli 2006 ging Rraklli zu seinem Stammverein KS Besa Kavaja zurück, bei dem er seine Karriere im Sommer 2007 beendete.
Im April 2009 entschied er sich, doch noch einmal Fußball zu spielen. Er unterschrieb einen Vertrag über die verbleibenden sechs Saisonspiele der Bayernliga bei der SpVgg Bayern Hof.
In der Bundesliga absolvierte Rraklli insgesamt 111 Spiele (16 Tore). In der zweiten Bundesliga spielte Rraklli insgesamt 171-mal und erzielte dabei 42 Tore.

### Nationalmannschaft
In der albanischen Nationalmannschaft spielte Rraklli zwischen 1995 und 2005 63-mal und erzielte dabei elf Tore, eines davon gegen die deutsche Nationalelf in Kaiserslautern.

## Trainerstationen
Rraklli machte im Jahr 2009 seinen Trainerschein in Albanien. Er gründete 2009 den albanischen Frauenfußballclub Tirana AS und gewann mit ihm die erste albanische Frauenfußballmeisterschaft.
2011 trainierte er die albanische Frauennationalmannschaft und Anfang der Saison 2016/17 war er für knapp drei Monate Übergangstrainer des Erstligisten KF Turbina Cërrik.

## Erfolge
- Albanischer Meister: 2005
- Albanischer Pokalsieger: 2006, 2007
- Aufstieg in die deutsche Bundesliga: 1993, 1999

## Sonstiges
Seit seinem Karriereende arbeitet Rraklli als Gastronom. 2009 engagierte er sich als Geschäftspartner in einem Unterhachinger Restaurant, zuvor betrieb er bereits Lokale in München und Vaterstetten. Nach seinem Aus als Trainer der albanischen Nationalmannschaft zog er nach Aue, wo er in den Restaurants seiner Schwester und seines Schwagers mitarbeitet.